# 第五病
傳染性紅斑（英語：Erythema infectiosum），又名第五病，在日本常稱蘋果病（リンゴ病），是兒童常見的出疹性傳染病，於1975年被發現，是由人類小DNA病毒B19所引起。由空气、接触传播，好发于2～10岁儿童，以面部、臀部、四肢特异性红斑为临床特征。皮疹首发于面颊部，呈水肿性蝶形红斑，其后可扩展到手足和躯干。通常预后良好。
傳染性紅斑之所以被稱為第五病，係因該病為歷史上第五種被確認的兒童皮膚出疹性疾病。其他常見的皮膚出疹是：1、痲疹，2、猩紅熱，3、德國麻疹，4、公爵疹，以及落在傳染性紅斑之後的6、小兒急疹。
這種病曾在香港發現過。

## 外部連結
- 微生物免疫學-Parvoviridae(細小病毒科) （页面存档备份，存于）
- 香港衛生署：第五病 （页面存档备份，存于）